# 盛朝
盛朝（1564年—1598年），字際昌，號平寰，河南歸德府永城县人。明朝政治人物、進士出身。

## 生平
治易经，万历十六年（1588年）戊子科河南鄉試舉人，十七年（1589年）己丑科二甲五十八名進士，刑部觀政，十月养病，十九年十二月授任南京刑部主事，二十一年升本部江西司郎中，丁憂歸，二十五年補本部郎中，二十六年卒。

## 家族
曾祖盛良臣。祖盛雄，父盛道南，庠生。母亲张安人。娶李氏（1564年-1593年），封安人，生二子：秉醇、秉慤。